# Аборты в Катаре
Аборт в Катаре незаконен при некоторых обстоятельствах. В соответствии с Уголовным кодексом Катара женщине, которая вызывает у себя аборт или соглашается на аборт, грозит до пяти лет тюремного заключения. Лица, которые делают несанкционированный аборт женщине, могут быть приговорены к лишению свободы на срок до пяти лет, если она согласится, и до десяти лет, если это будет сделано без её согласия.
Исторически аборт разрешался в катарском обществе только в том случае, если считалось, что беременность угрожает жизни матери. Уголовный кодекс Катара ратифицировал эту конвенцию в 1971 году, легализовав аборты в тех случаях, когда жизнь матери была спасена. Кроме того, в законе, официально принятом в 1983 году, говорится, что аборты могут быть законно произведены при сроке беременности менее четырёх месяцев, если беременность может причинить серьёзный вред здоровью матери в случае её продолжения или если имеются доказательства того, что ребёнок родится с неизлечимой болезнью, умственными или физическими недостатками, и оба родителя согласились на аборт.
Аборты должны быть сначала рекомендованы медицинской комиссией, состоящей из трёх специалистов, прежде чем они могут быть выполнены. По закону аборты должны делаться в государственных больницах.
Большинство абортов, которые делают жители Катара, делаются в самой стране, а не за границей. Аборты в Катаре иногда делают женщины, беременные вне брака, как прямой результат незаконности рождения ребёнка вне брака.